# Stenocarsia nebulosa
Stenocarsia nebulosa är en fjärilsart som beskrevs av Rothschild 1916. Stenocarsia nebulosa ingår i släktet Stenocarsia och familjen nattflyn. Inga underarter finns listade i Catalogue of Life.